# Anthriscus kotschyi
Anthriscus kotschyi är en flockblommig växtart som beskrevs av Edward Fenzl, Pierre Edmond Boissier och Benedict Balansa. Anthriscus kotschyi ingår i släktet småkörvlar, och familjen flockblommiga växter. Inga underarter finns listade i Catalogue of Life.